# Februaribombardemangen

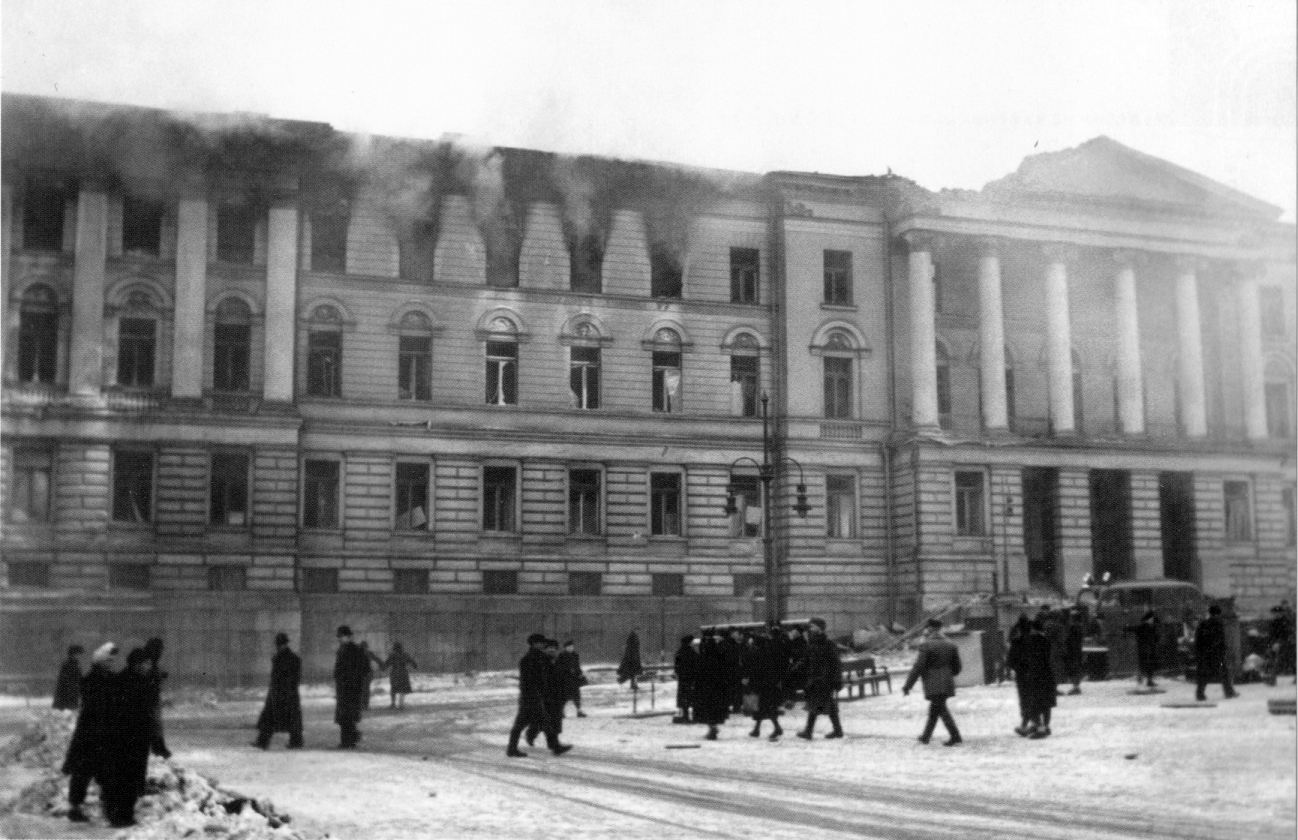
Helsingfors universitet efter den tredje bombräden.

Februaribombardemangen var sovjetiska bombangrepp på Finlands huvudstad Helsingfors i februari 1944. Sovjetunionen hade nyligen kommit med fredsinviter i det pågående fortsättningskriget, och för att ge eftertryck åt dessa företogs tre massiva bombräder med tio dagars mellanrum den 6, 16 och 26 februari. 
Huvudstadens luftvärn var vid denna tid ett av de slagkraftigaste i Europa, men eftersom Sovjetunionen satte in sammanlagt drygt 2 100 stridsflygplan i de tre räderna hade skadorna kunnat bli synnerligen omfattande. I jämförelse med den förödelse som attacker av motsvarande omfattning ledde till i Mellaneuropa kom Helsingfors lindrigt undan. En orsak till detta var att Sovjetunionen saknade ett strategiskt bombflyg av det slag som västmakterna förfogade över. Materiel som var avsedd för andra ändamål lämpade sig inte för nattbombardemang av städer, och därtill brast det i själva det tekniska utförandet. 
Att Helsingfors undgick den totala förstörelse som drabbade många mellaneuropeiska städer berodde dock huvudsakligen på att dess luftförsvar var så effektivt. Koncentrerad spärreld kunde skjutas från ett hundratal rör, som under de tre nätterna avlossade inemot 50 000 granater. I kombination med avledande manövrer ledde detta till att bara knappt ettusen av de 16 000 bomber fienden fällde träffade mål i stadskärnan; resten dalade ned i havet, över skog och åkrar. Man hade tänt stockbrasor i Nordsjö, som i likhet med stadens centrum låg på en udde. Stockbränderna förledde de ryska flygarna att tro att staden låg där, ett stycke österut, och vräka sina bomber över detta i stort sett obebodda område. 
I förhållande till de sovjetiska angreppsinsatserna var förlusterna i människoliv och de materiella skadorna följaktligen ringa. De omkomna uppgick till 120, medan de sårade var 437. Under räderna totalförstördes 109 byggnader; bland annat Helsingfors universitets huvudbyggnad drabbades av en förödande brand, vilket upplevdes som den svåraste materiella förlusten.